# Doohoma
Doohoma (en irlandès Dubh Thúama que vol dir "bancs de sorra sonors") rep el nom del so de les onades de l'Atlàntic que trenquen a la platja. Doohoma està situat a la costa nord-oest de Kiltane a la parròquia Iorras, al Comtat de Mayo i és una península a la costa de l'oceà Atlàntic. La seva superfície és de 4,46 kilòmetres quadrats i es troba a 24 km al sud-oest de la localitat de Bangor Erris. Té vistes a l'illa d'Acaill i de la península de Mullet És un poble pintoresc amb vistes panoràmiques al mar a través de Blacksod Bay. Les seves llargues platges de sorra i badies segures són perfectes per a practicar esports aquàtics com el surf, snowsurf, vela, natació, pesca, canotatge i windsurf.
Doohoma és la vila central i nom col·lectiu per a sis viles veïnes, que inclou Doohoma Head (Cean Romhar), Crook na Mona, Bunnafully, Tallaghan, Roy Carter i Roy Bingham.

## Història
Igual que moltes altres parts del Comtat de Mayo, Doohoma va ser devastada durant els anys de fam de mitjans de la dècada de 1840. La població de 455 persones en 1841 es va reduir a 218 persones abans de 1851. Ha patit alts nivells d'emigració a través dels anys, amb la diàspora de Doohoma estenent arreu del món a països com Anglaterra, Escòcia, EUA, Austràlia i el Canadà. Malgrat la distància geogràfica, aquests emigrants s'han mantingut forts vincles amb l'àrea. La primera carretera principal a través de la townland no es va construir fins a 1847.
Després de la fam, els enterraments massius es van dur a terme en els bancs de sorra i, malgrat les reiterades sol·licituds de la població local d'un cementiri propi, la petició fou rebutjada en diverses ocasions per les autoritats civils. Finalment, en 1926, tres-cents homes locals van erigir un mur de gespa, que més tard va ser consagrat pel bisbe James Naughton. Finalment, el Consell del Comtat de Mayo va concedir uns diners per aixecar un mur de pedra per reemplaçar la gespa rasa. Més tard els residents locals no van tenir èxit en els seus esforços per aconseguir un camí construït a partir dels bancs de sorra fins al cementiri, pel que en 1967 més de 100 voluntaris van construir una carretera per millorar l'accés. El 1989 el Consell asfaltà la carretera per primera vegada.